# محاسن مرسي
محاسن مرسي ( 6 أبريل 1923- 12 ديسمبر 1992)، راقصة مصرية من مواليد دمنهور، بدأت نشاطها الفنى في مسقط رأسها بمدينة دمنهور ثم انتقلت إلى القاهرة وعرفت طريقها إلى السينما المصرية في الخمسينيات حيث رقصت في ثلاثة أفلام فقط.

## أعمالها الفنية
- فيلم «بحبوح افندي» للمخرج يوسف معلوف عام 1954[4]
- فيلم «زنوبة» للمخرج حسن الصيفي عام 1956[5]
- فيلم «قاطع طريق» للمخرج حسن الصيفي عام 1959[6]

## وصلات خارجية
```
* 
محاسن مرسي
 على موقع 
IMDb
 (الإنجليزية)
```

- محاسن مرسي على موقع الدهليز
- محاسن مرسي على موقع قاعدة بيانات الأفلام العربية